# Place de la Contrescarpe
La place de la Contrescarpe est une place située dans le 5e arrondissement de Paris.

## Situation et accès
La place de la Contrescarpe est située rue Mouffetard, au débouché des rues Lacépède et du Cardinal-Lemoine ; elle constitue un point central du 5e arrondissement, puisqu'elle est au centre des quatre quartiers administratifs que sont Saint-Victor, Jardin-des-Plantes, Val-de-Grâce et Sorbonne.
La place mesure environ une quarantaine de mètres de diamètre et possède en son centre un terre-plein occupé en partie par une fontaine publique.

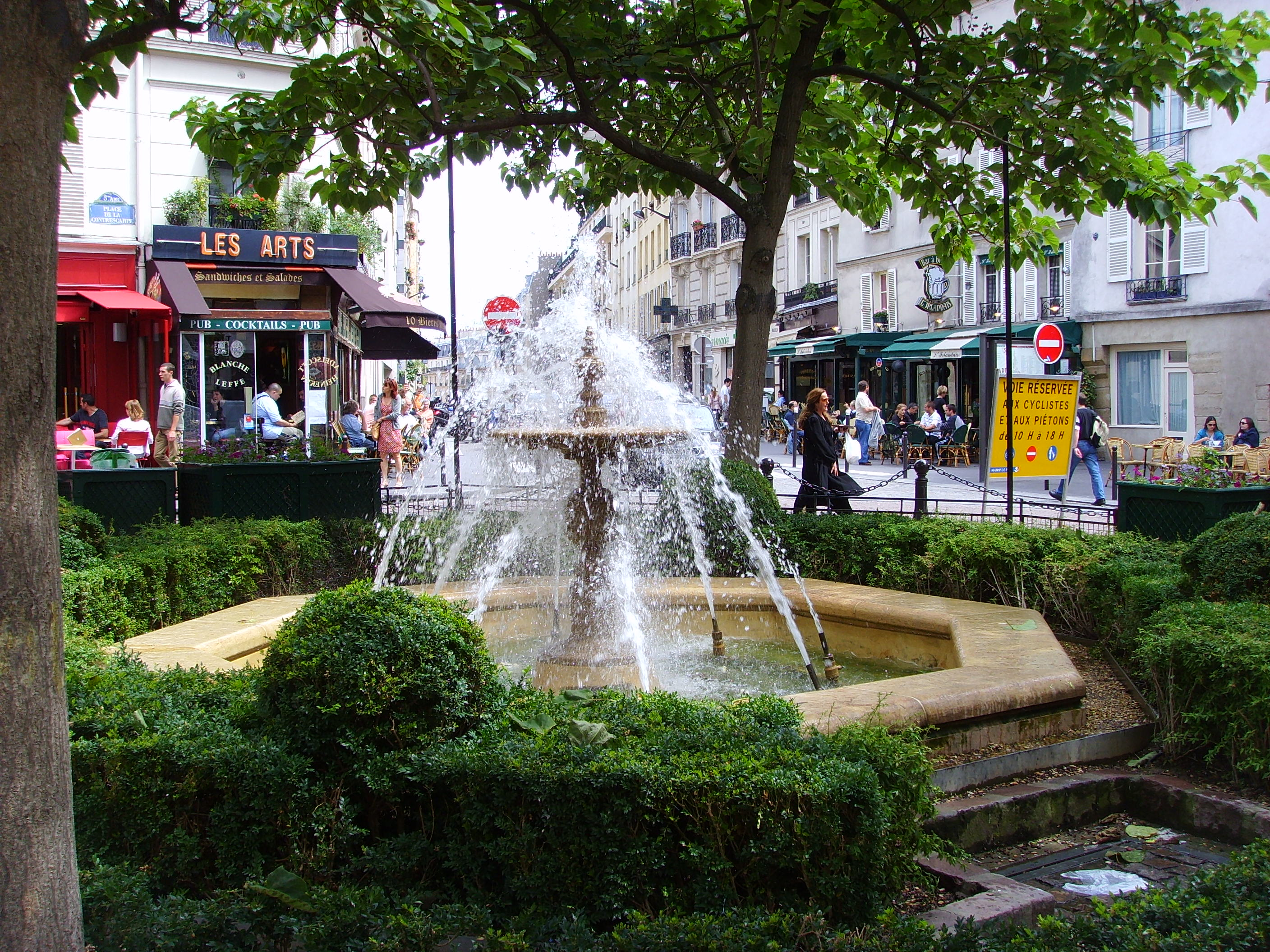
Fontaine de la place de la Contrescarpe.
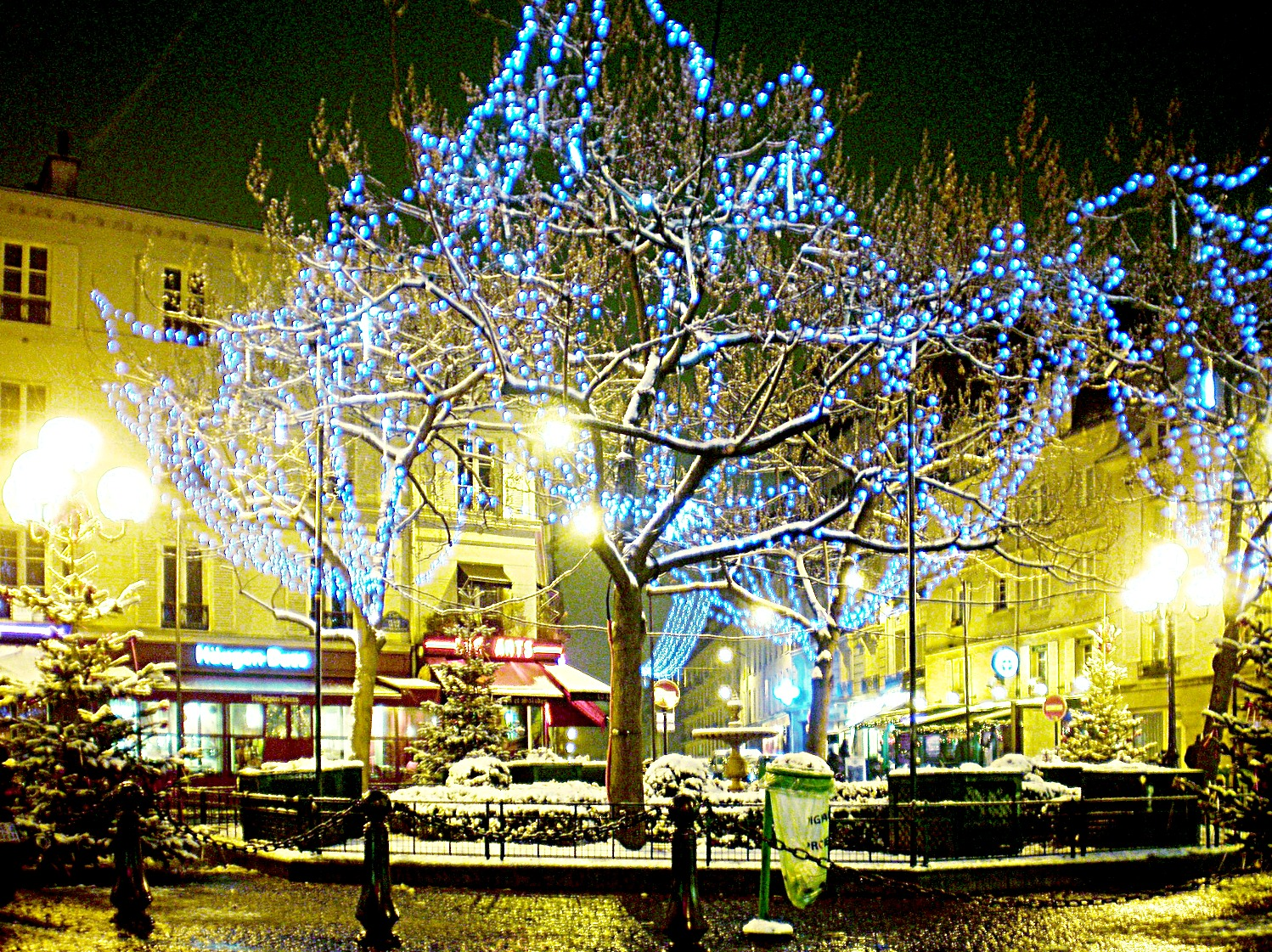
Place de la Contrescarpe à l'époque de Noël (2009).

Lieu désormais touristique, elle possède de nombreux cafés, pour la plupart récents. Quelques façades gardent toutefois le souvenir d'une période plus ancienne.

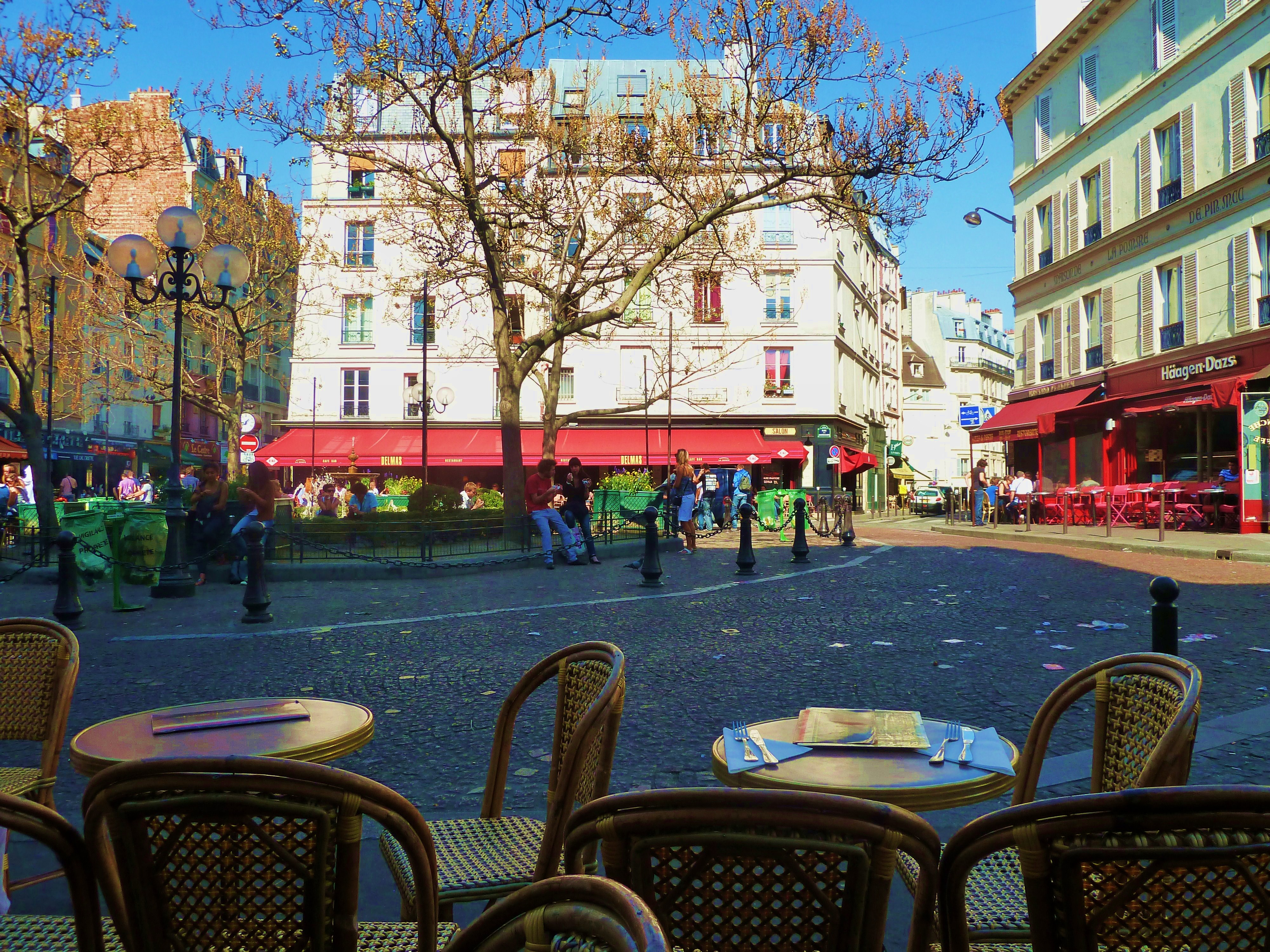
Delmas.
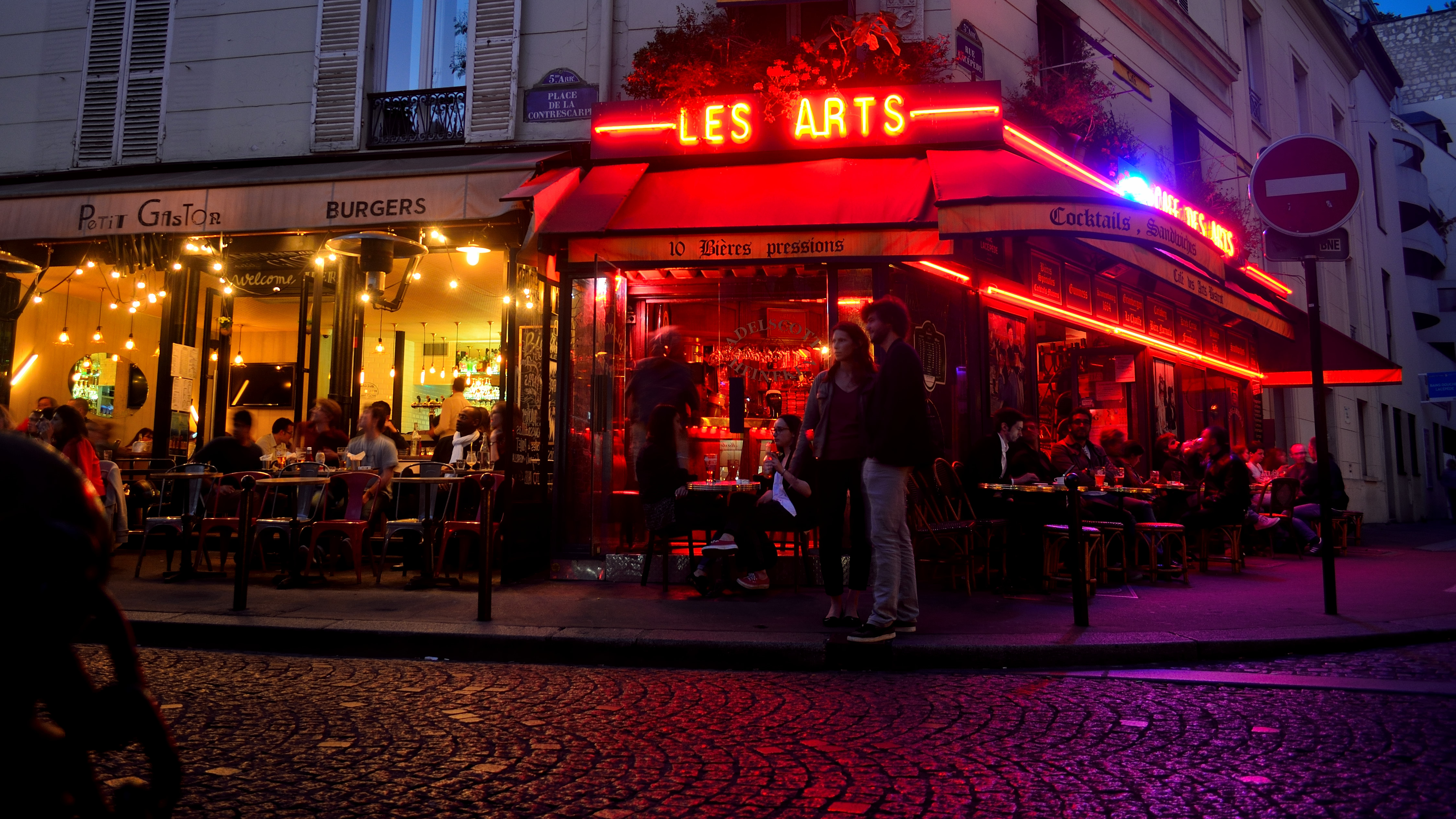
Les Arts.
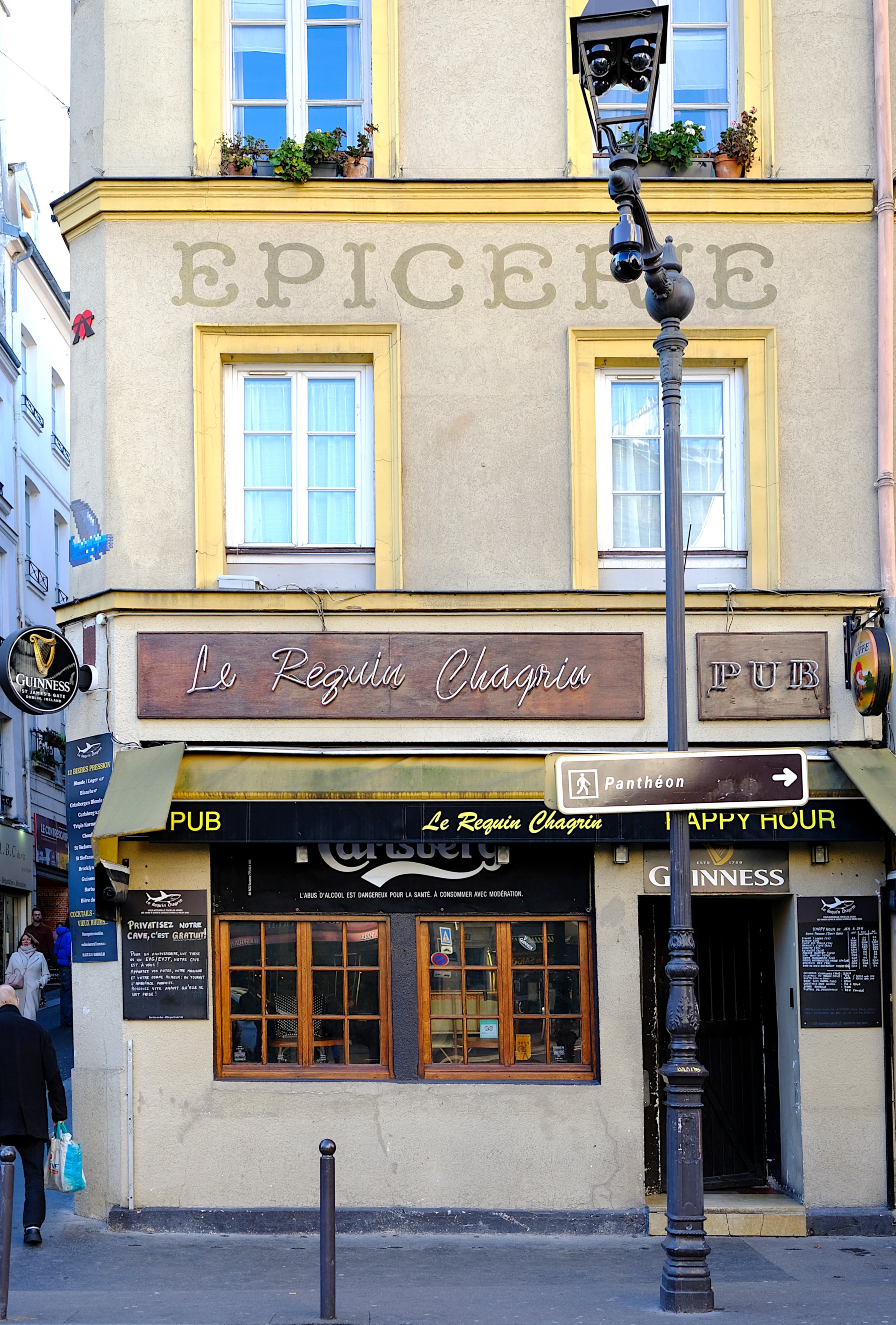
Le Requin Chagrin.

## Origine du nom

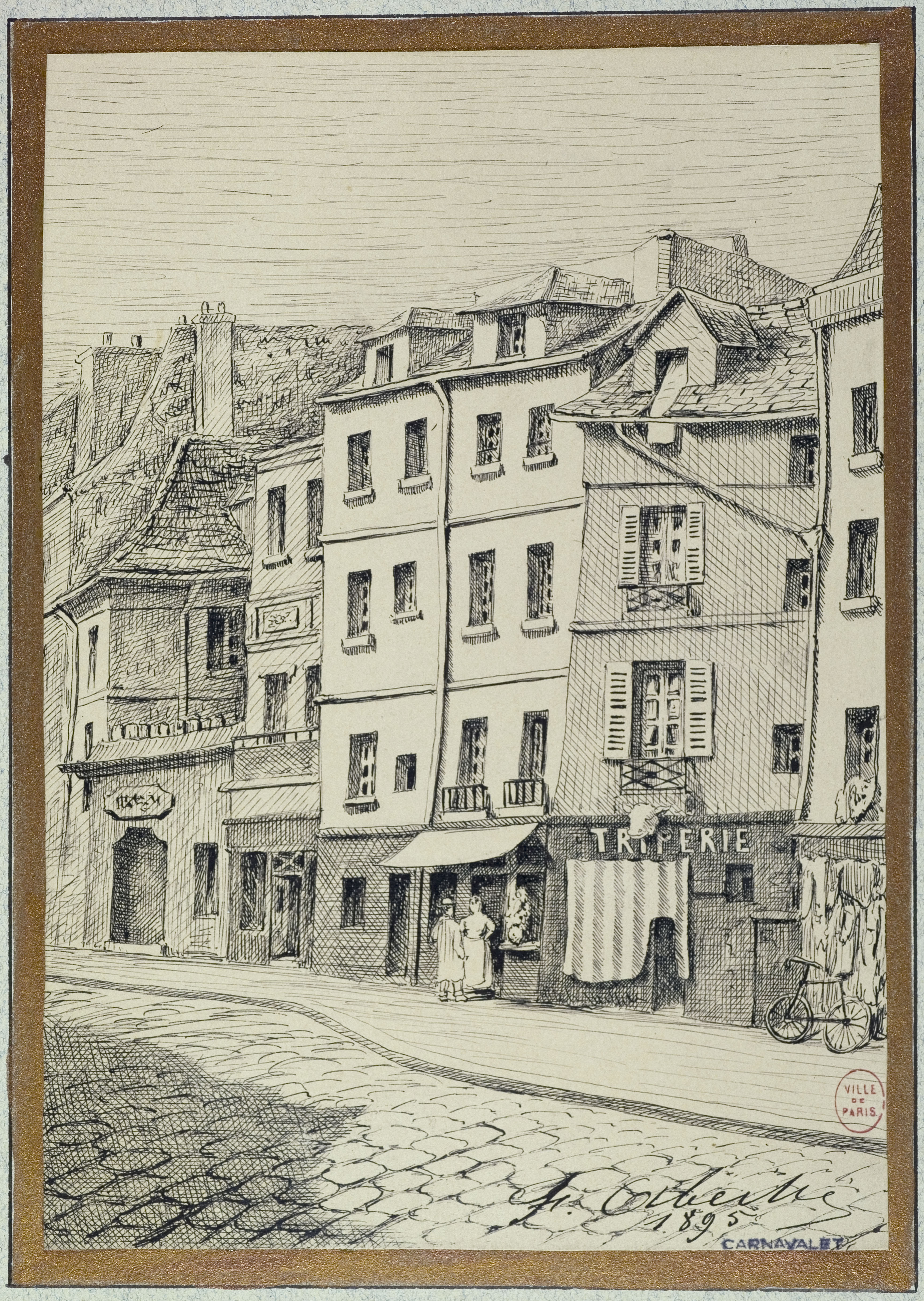
Place Lacépède (ancien nom de la place de la Contrescarpe) en 1895.

Elle doit son nom au voisinage de l'ancienne rue de la Contrescarpe-Saint-Marcel, actuellement partagée entre la rue Blainville et la rue du Cardinal Lemoine, et fait référence à la contrescarpe, le talus extérieur du fossé devant l'enceinte de Philippe Auguste.

## Historique
Voie publique ouverte en 1852, elle a été formée par la suppression d'un îlot d'habitations compris entre les rues du Cardinal-Lemoine, Lacépède et Mouffetard. Cet îlot serait situé, de nos jours, contigu au café Les Arts, c'est-à-dire au niveau de la partie orientale de la place. 
Cet endroit correspond à l’avancée de la porte Saint-Marcel de l’enceinte de Philippe-Auguste. C’était, alors, un carrefour important animé et un lieu de débauche de table et de boisson. Les désordres qui s’en suivaient justifièrent, au XVIIIe siècle, l’installation d’une caserne des Gardes françaises (no 36 rue Mouffetard).

### Époque actuelle
La fréquentation de la place pose la question de ses trottoirs, trop étroits pour qu'y coexistent cafetiers et passants, et des nuisances sonores induites par les noctambules.
Des travaux sont décidés en 2016 pour libérer la place des chaînes et des haies qui empêchaient d'accéder à son centre. La question du stationnement anarchique des motos sur la place est aussi évoquée. Des agents pathogènes liés aux ordures et aux rats conduisent à l'abattage des quatre paulownias de la place, remplacés par de nouveaux en 2022, de même qu'en 2025.

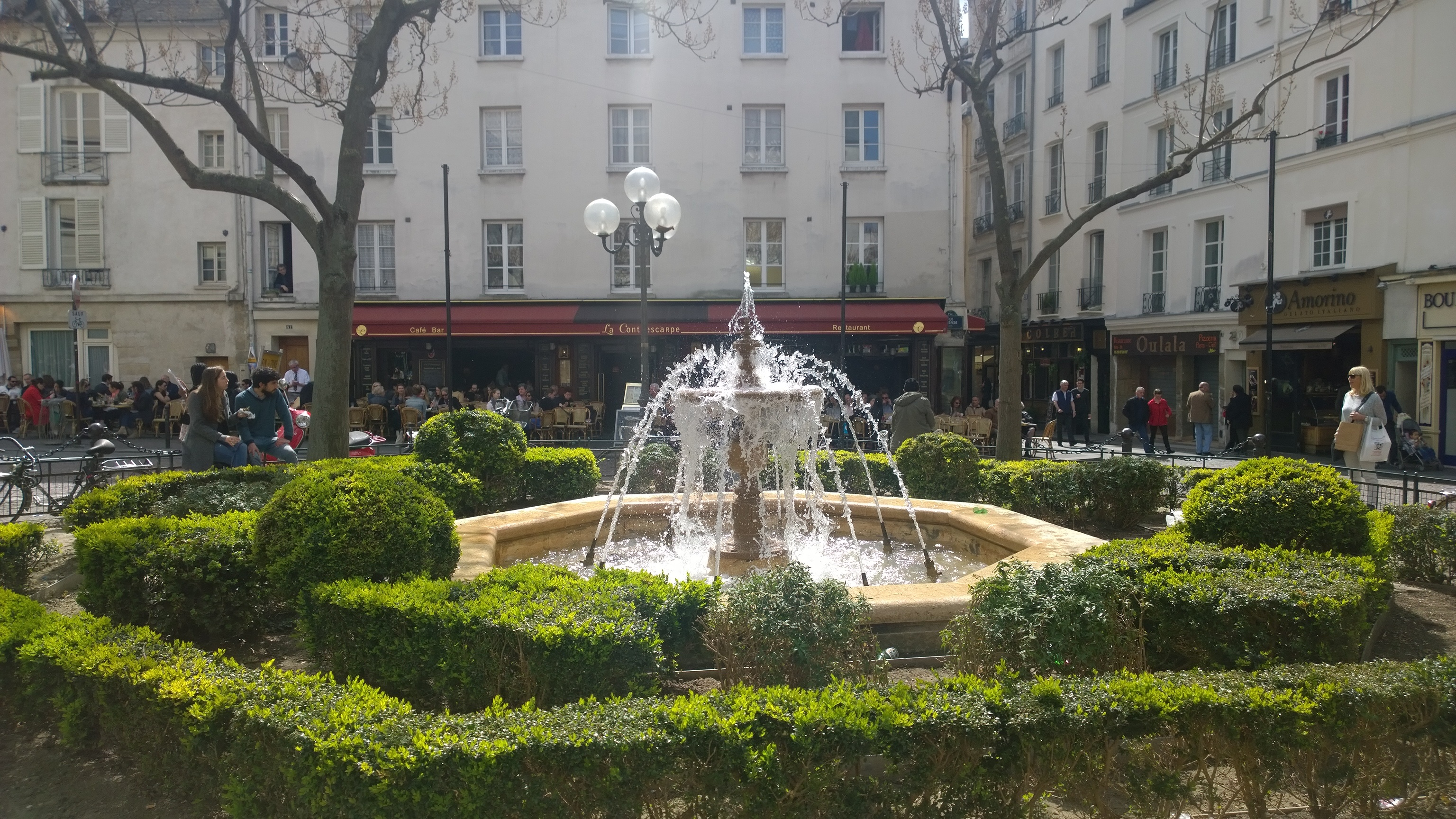
Place avant rénovation, en 2015.
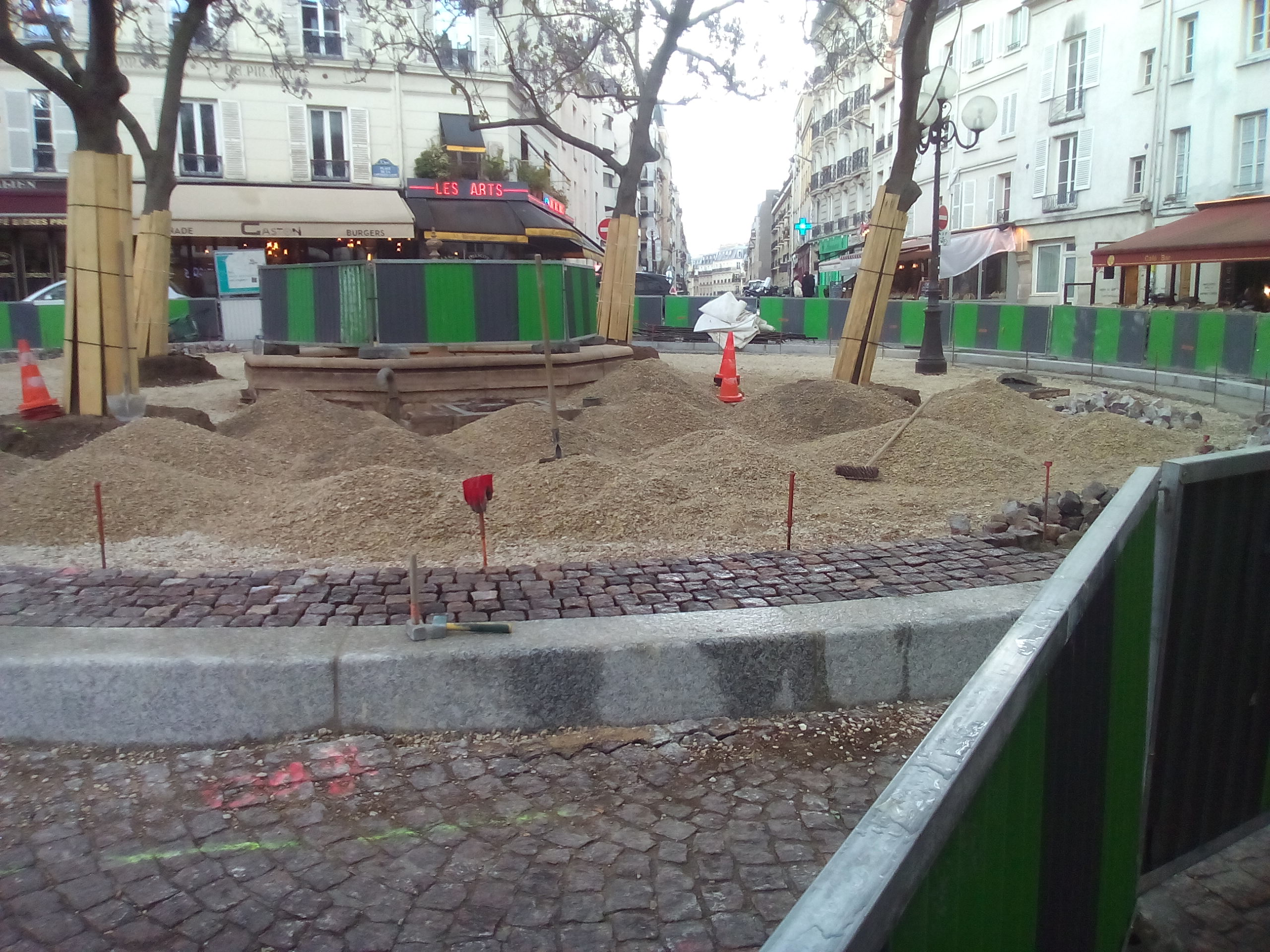
Rénovation de 2017.
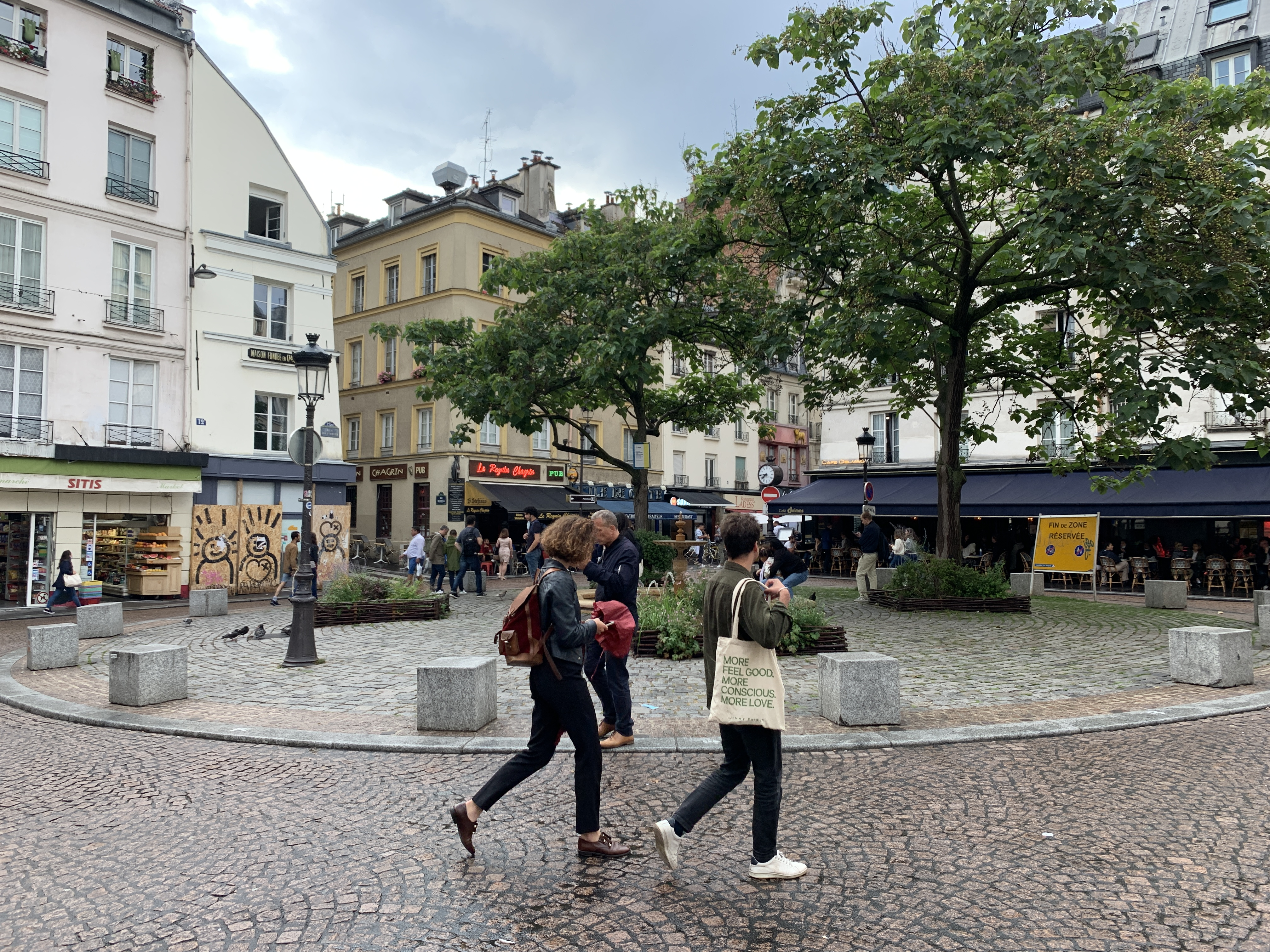
Place après rénovation, en 2021.
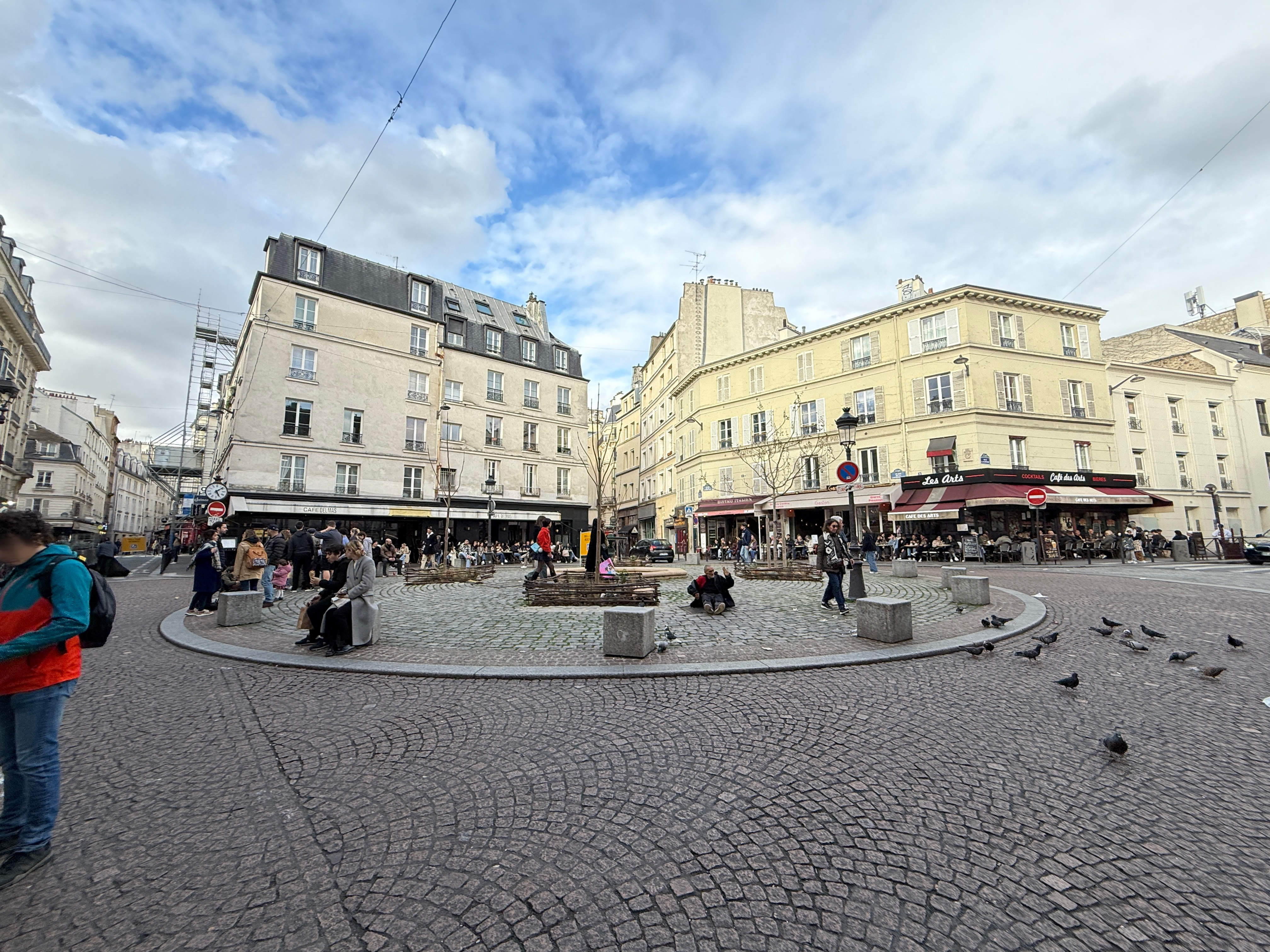
Place en 2025.

Un projet initial envisageait de classer la place en zone de rencontre (à 20 km/h), mais il est retoqué par la mairie d'arrondissement qui invoque une augmentation des droits à payer par les cafetiers.

## Bâtiments remarquables et lieux de mémoire
- Le célèbre cabaret-taverne La Pomme de Pin, vanté par Rabelais, était situé à l’angle des rues Mouffetard et de la Contrescarpe Saint-Marcel. Les membres du groupe de la Pléiade se réunissaient dans cet établissement. L’inscription, en lettres gothiques, placée sur la façade de l’immeuble du no 1, est erronée[2].
- no 12 (côté ouest de la place) : ancien magasin de cafés « Au Nègre joyeux » dont l'enseigne, déposée au printemps 2018[10], n'a pas été remise en place car la Mairie de Paris, qui en est propriétaire depuis 1988, a jugé son titre et son iconographie racistes et colonialistes. Elle est aujourd'hui exposée au musée Carnavalet.

Ancienne façade Au Nègre joyeux
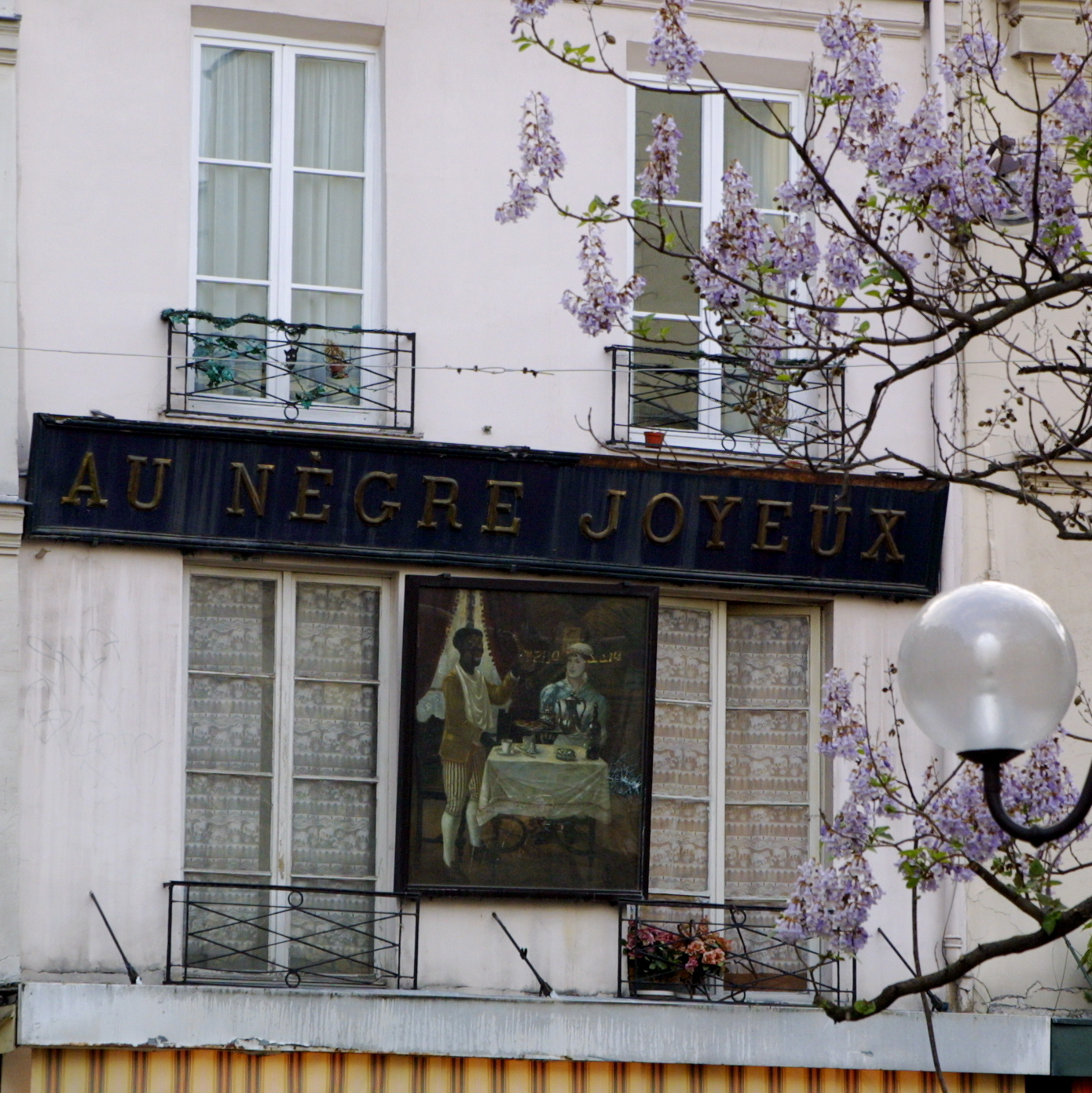
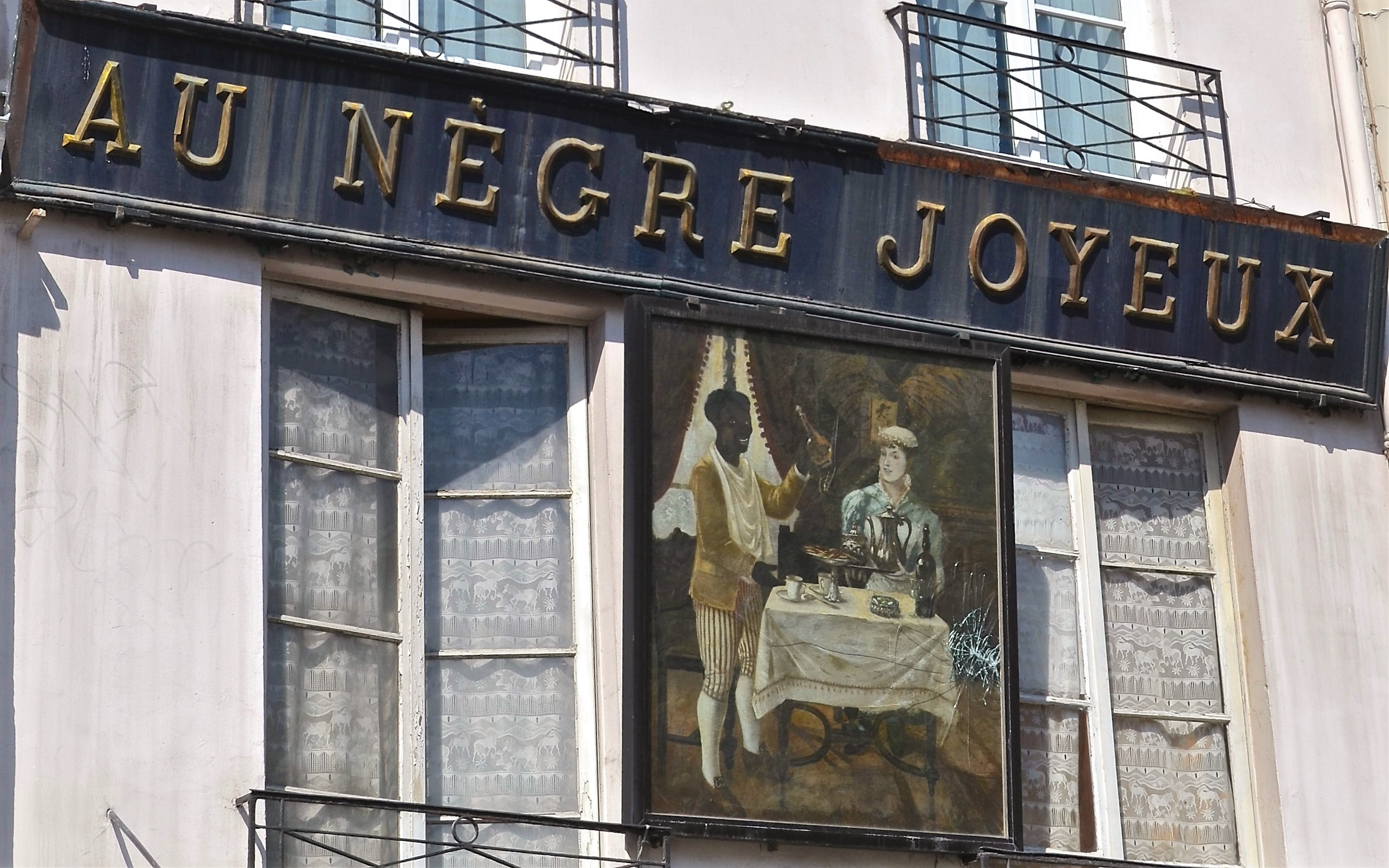